# ۲کا۱۲ کیوب
۲کا۱۲ «کیوب» (2К12 "Куб") که با نام ناتو سام-۶ (SA-6 Gainful) نیز شناخته می‌شود، یک سیستم موشکی سطح‌به‌هوای متحرک برای پدافند هوایی ارتفاع پائین تا متوسط ساخت شوروی است.
سیستم سام-۶ از چندین خودرو تشکیل می‌شود. معمولاً هر آتش‌بار به یک خودرو که رادار سیستم (با ۷۵ کیلومتر برد) را حمل می‌کند. چهار خودرو شنی‌دار مجهز به پرتابگرهای موشکی سه‌تایی، چهار کامیون حامل موشک‌های یدکی و یک جرثقیل تشکیل می‌شود. خودرو شنی‌دار حامل موشک‌ها بر اساس شاسی جی‌ام-۵۷۸ طراحی شده و رادار سیستم هم بر روی یک جی‌م-۵۶۸ قرار گرفته‌است.
کیوب از موشک‌های دومرحله‌ای با سوخت جامد و رام جت  استفاده می‌کند که ۵٬۷ متر طول و ۳۳۵ میلی‌متر قطر دارند. وزن هر موشک ۵۹۹ کیلوگرم و کلاهک آن حاوی ۵۶ کیلو مواد منفجره است. فیوز موشک پس از حدود ۵۰ متر پرواز فعال می‌شود و بنابراین در فاصله نزدیکتر از این منفجر نمی‌شود، البته حداقل ارتفاع درگیری با استفاده از کنترل راداری موشک حدود ۱۰۰ متر است. حداکثر ارتفاع مفید موشک ۱۱ کیلومتر و در مدل‌های جدیدتر تا ۱۴ کیلومتر است. زمان آماده‌سازی سیستم برای نبرد حدود ۵ دقیقه است و فاصله عکس‌العمل از زمان یافتن هدف تا شلیک بین ۲۰ تا ۲۲ ثانیه است. این سیستم در دمای منفی ۵۰ تا مثبت ۵۰ درجه سانتیگراد کار می‌کند. زمان بارگذاری مجدد موشک‌های حدود ۱۰ دقیقه است و حدود ۱۵ دقیقه پس از بستن سیستم امکان انتقال آن به مکان دیگر وجود دارد.
طراحی این موشک از اواخر دهه ۱۹۵۰ آغاز شده، نخستین بار در سال ۱۹۶۵ آزمایش شد و قابلیت عملیاتی آن در ۱۹۶۶ تأیید و تولید انبوه آن یک یا دو سال بعد آغاز شد. سام-۶ یکی از موفق‌ترین موشک‌های زمین‌به‌هوای شوروی بود و به ۲۲ تا ۲۵ کشور صادر شد. این سیستم به‌ویژه در جنگ ۱۹۷۳ اعراب و اسرائیل موفق ظاهر شد و ۶۴ هواپیمای اسرائیلی با شلیک ۹۵ موشک سرنگون شدند.
ام‌آی‌ام-۲۳ هاوک همتای آمریکایی سیستم موشکی سام-۶ است.

## نگارخانه

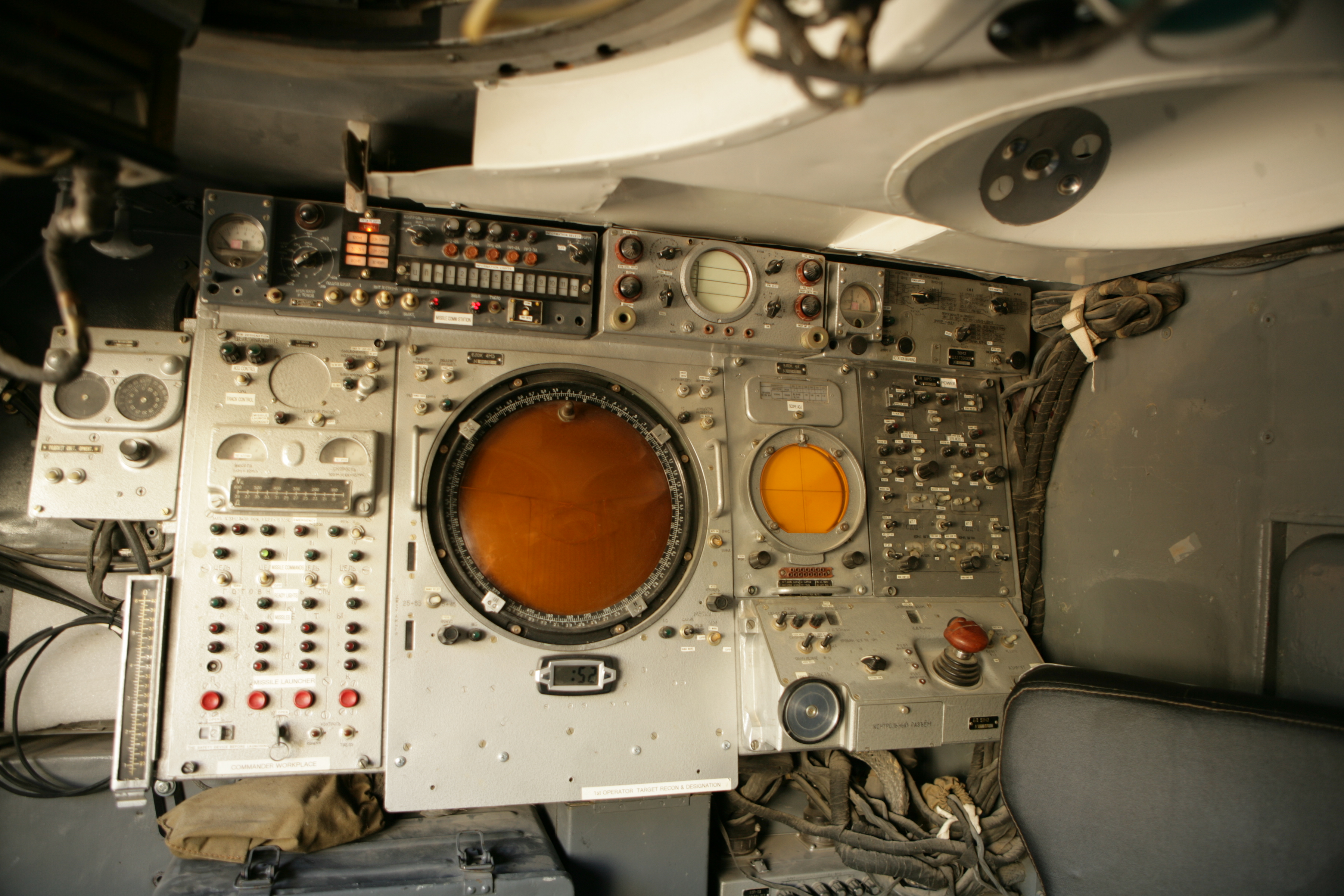
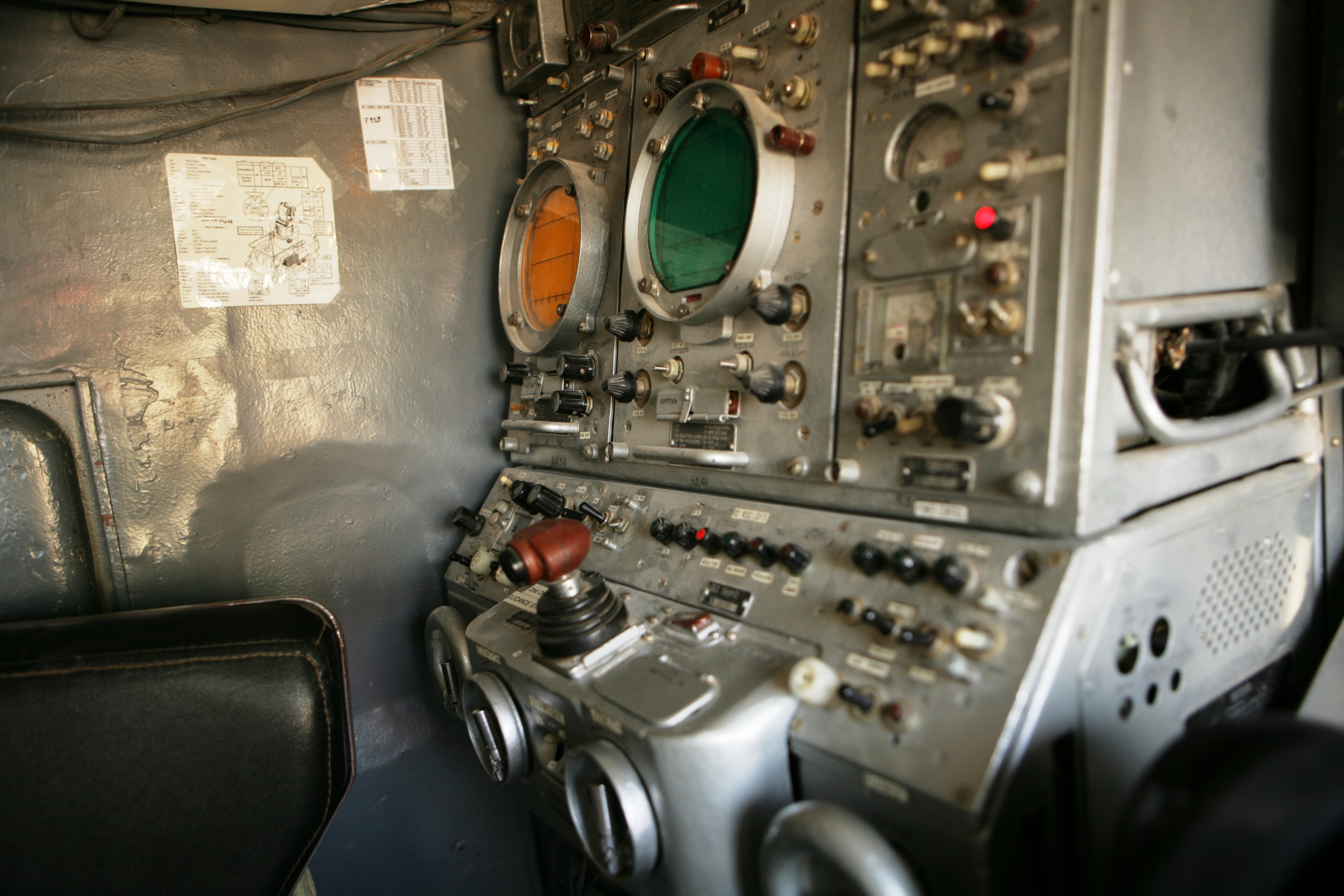
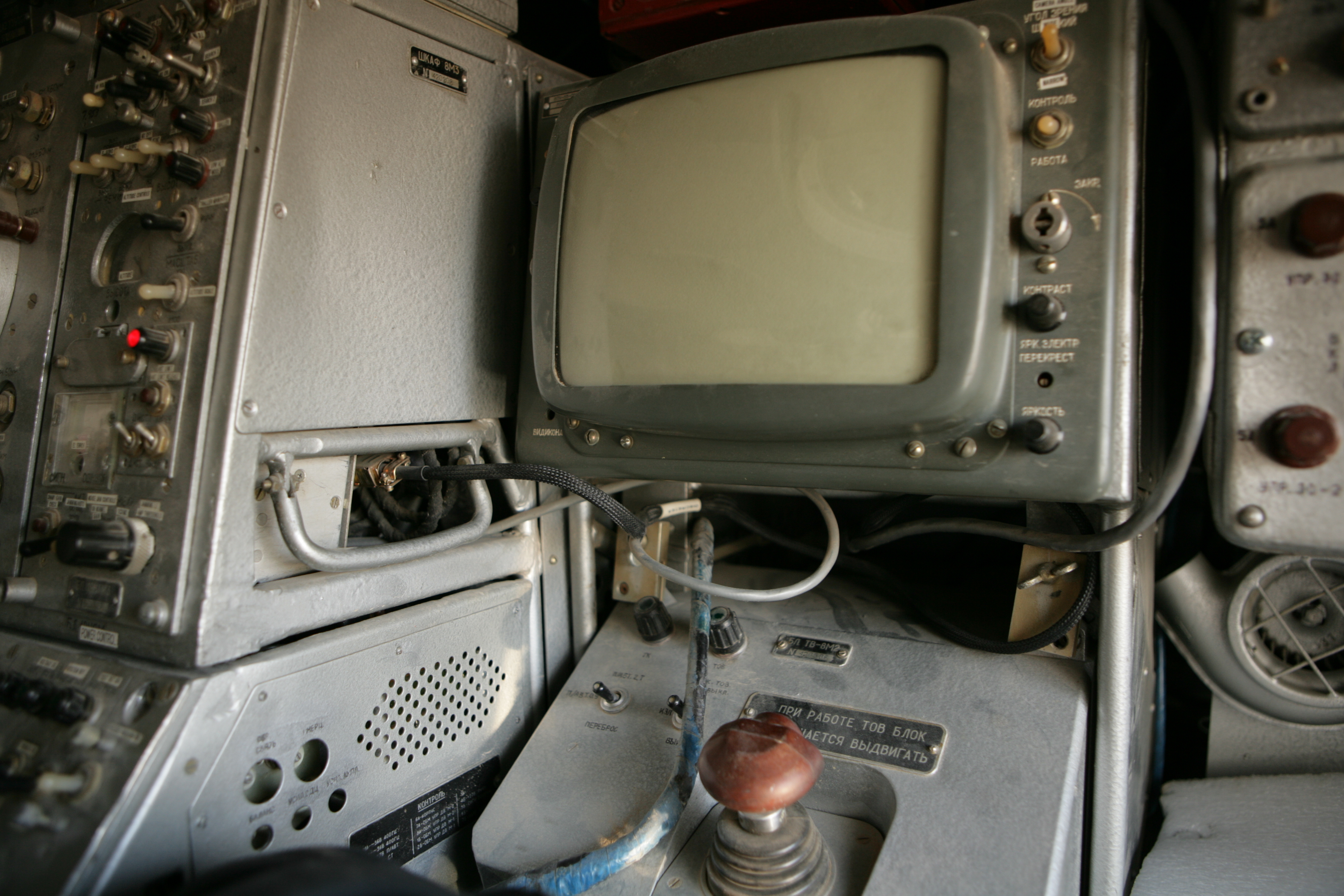
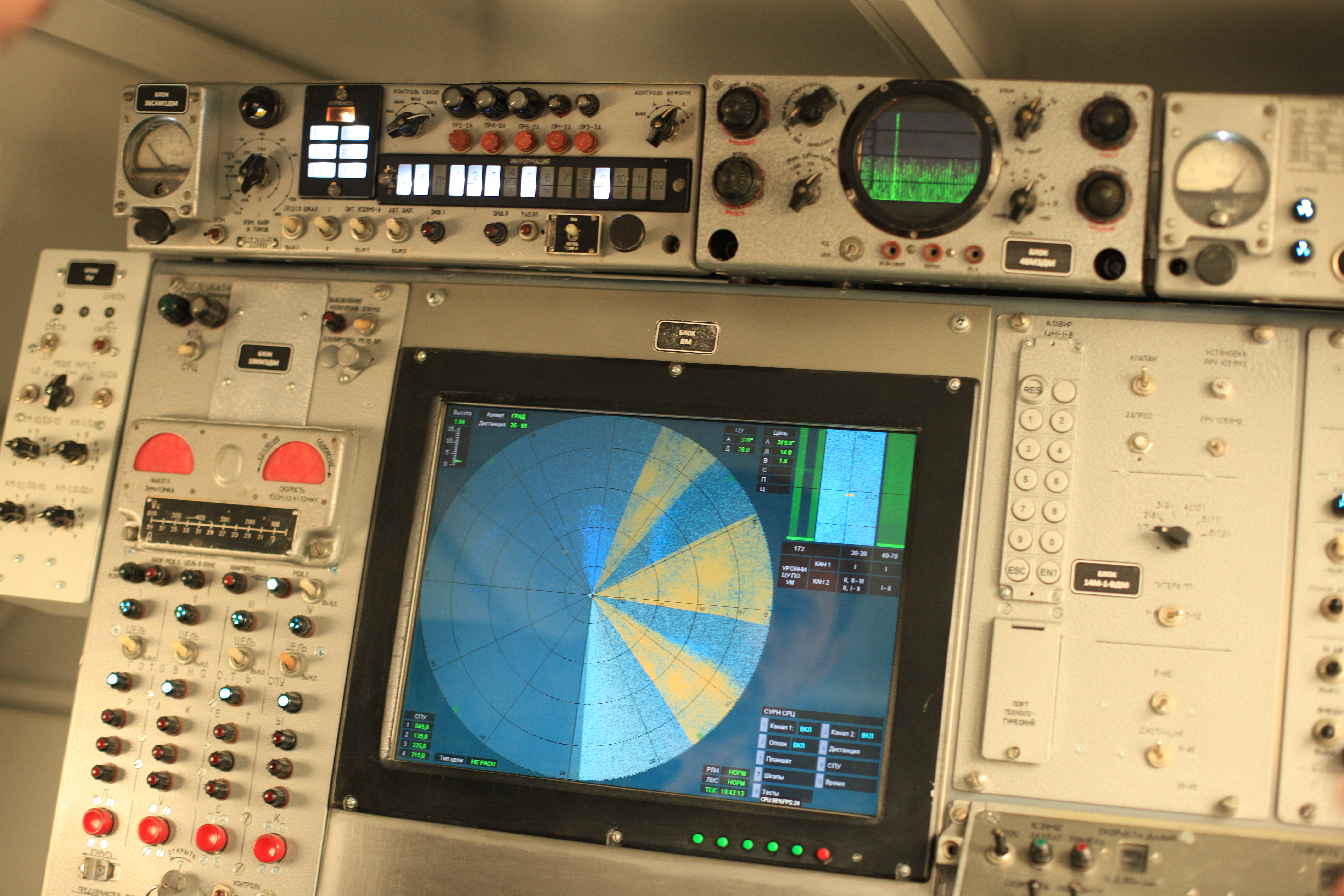
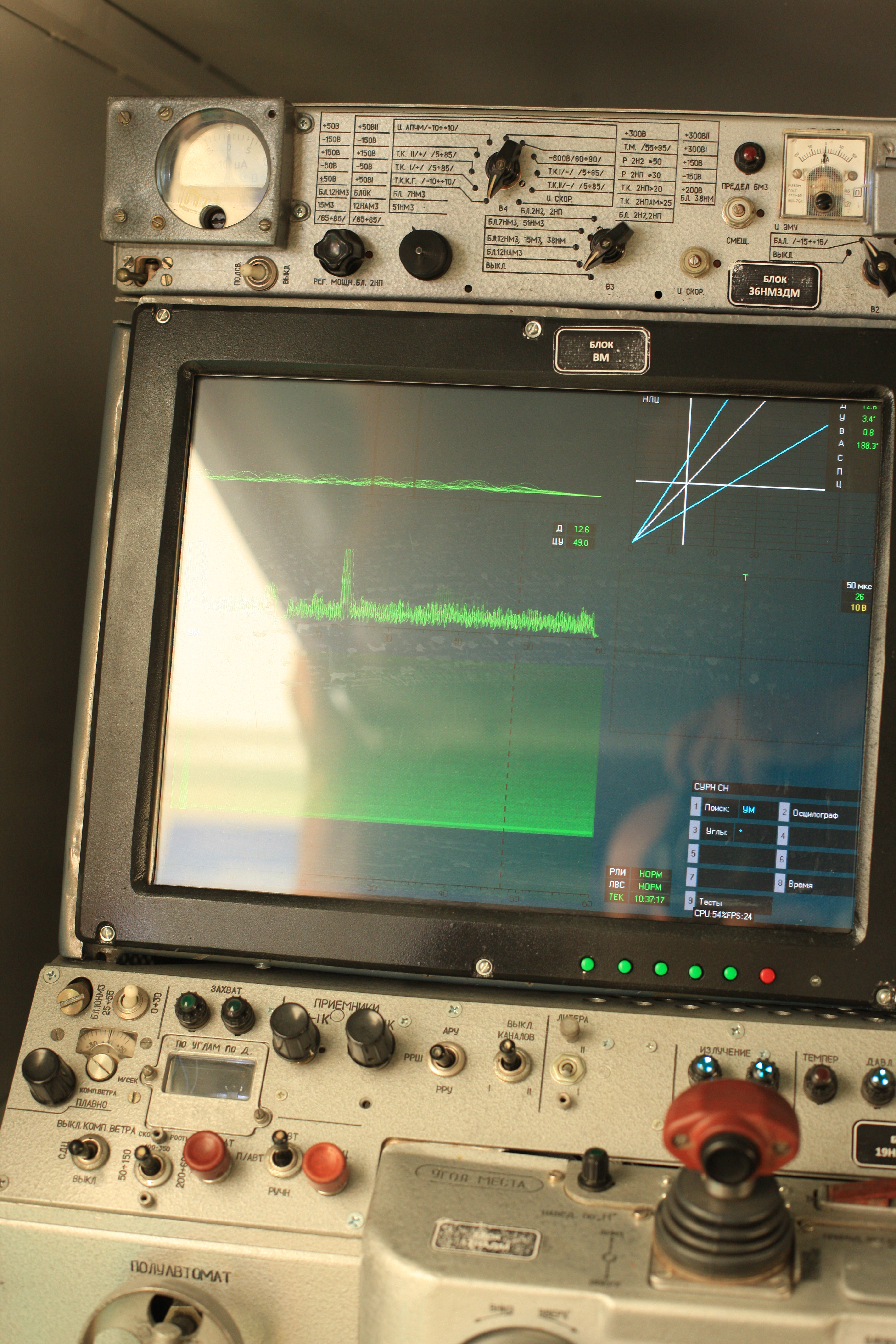
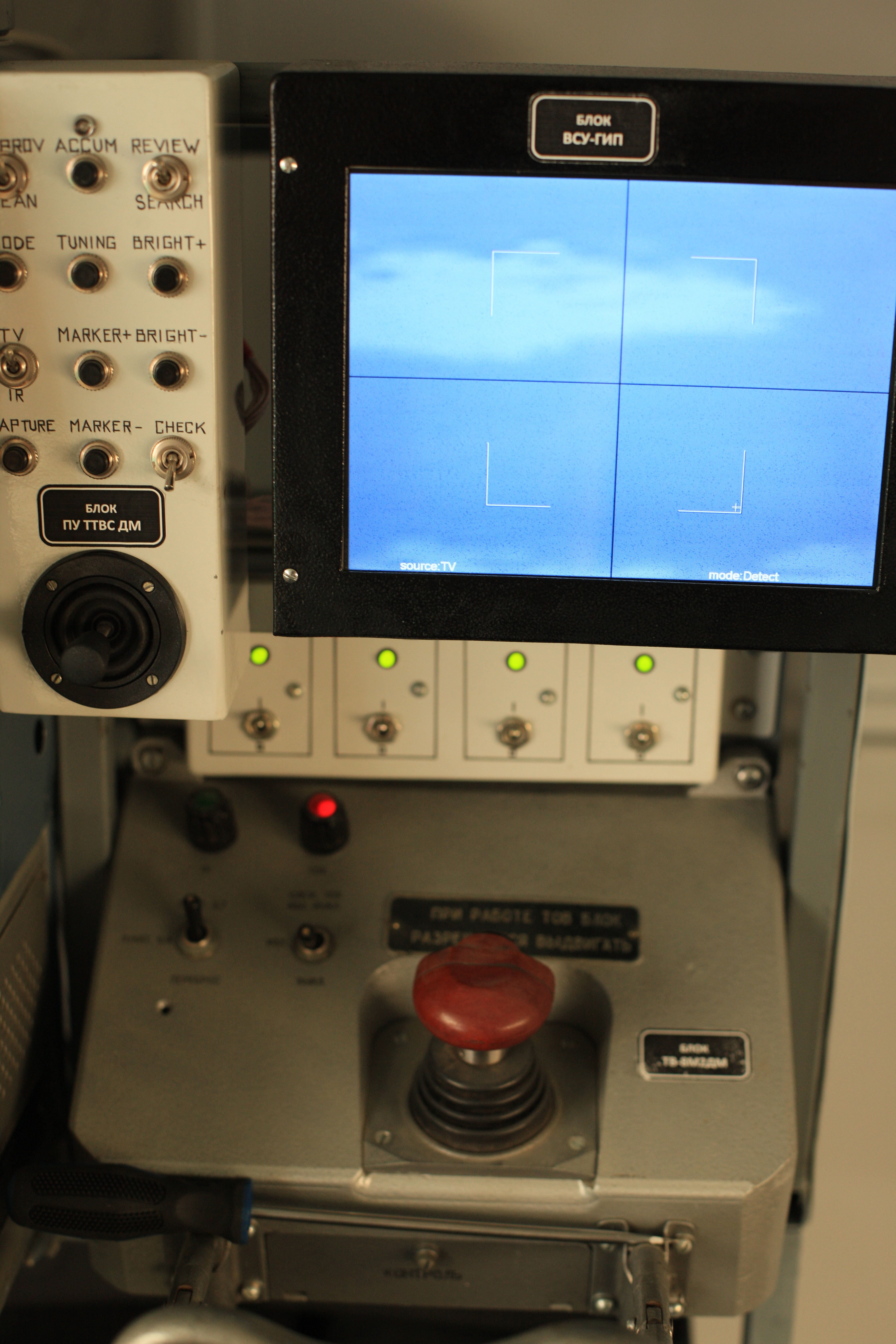

جزئیات
- SA-6 Gainful